# Piłka nożna w Andorze

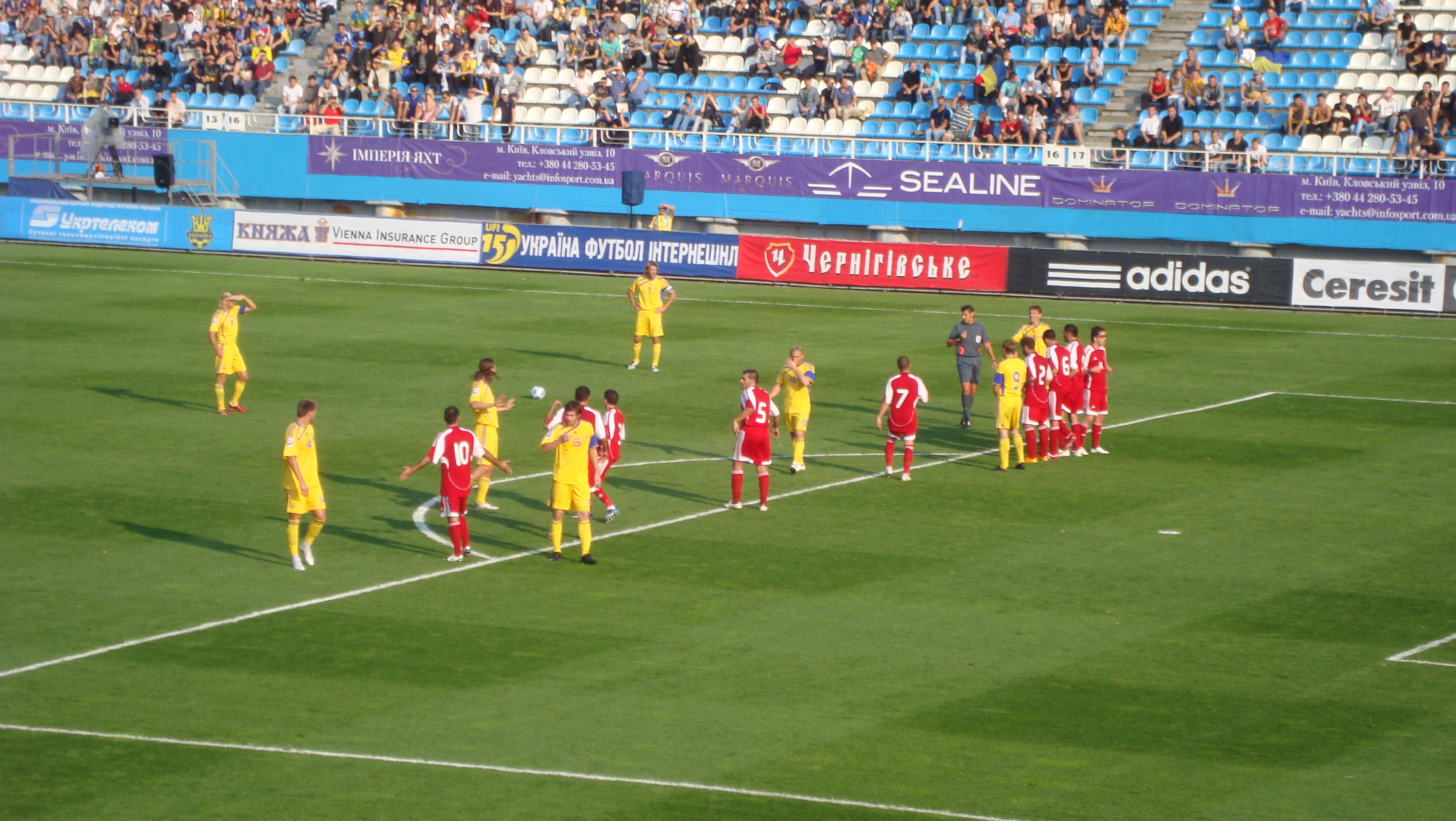
Mecz Ukrainy z Andorą w 2009 roku.

Piłka nożna (kat. Futbol ˈfutbɔl) jest najpopularniejszym sportem w Andorze. Jej głównym organizatorem na terenie Andory pozostaje Federació Andorrana de Futbol (FAF).

## Federacja piłkarska
Andorski związek piłki nożnej (Federació Andorrana de Futbol) jest ogólnokrajowym związkiem sportowym, działającym na terenie Andory. Jest on jedynym prawnym reprezentantem andorskiej piłki nożnej, zarówno mężczyzn, jak i kobiet, we wszystkich kategoriach wiekowych w kraju i za granicą. Siedziba związku mieści się w Escaldes-Engordany. Związek powstał w 1994, w tym samym roku stał się członkiem UEFA, a dwa lata później FIFA. Prezesem jest Victor Manuel Domingos dos Santos, który zastąpił Antoniego Giribeta.
Związek jest organizatorem Primera Divisió, czyli najwyższej klasy rozgrywkowej w Andorze, a także reprezentacji krajowej.

## System rozgrywek ligowych
Najwyższą w hierarchii klasą męskich ligowych rozgrywek piłkarskich w Andorze jest Primera Divisió, będąca jednocześnie najwyższym szczeblem centralnym (I poziom ligowy). Utworzono ją w 1895 roku i od samego początku była ona zarządzana przez FAF. Oficjalne rozgrywki ligowe po raz pierwszy zainaugurowano w sezonie 1995/1996 (z już usystematyzowaną strukturą i określonym organizatorem, pod nazwą Lliga andorrana de futbol). W sezonie 1999/2000 zmieniono nazwę ligi na Primera Divisió. Obecny format ligi zakładający podział rozgrywek na 2 rundy obowiązuje od sezonu 2000/01.
Rozgrywki składają się z 27 kolejek spotkań rozgrywanych pomiędzy drużynami systemem kołowym. Każda para drużyn rozgrywa ze sobą dwa mecze – jeden w roli gospodarza, drugi jako goście. Po zakończeniu dwóch pierwszych rund (serii 21 spotkań) zespoły dzieli się na dwie grupy (mistrzowską i spadkową) w zależności od zajętych miejsc. W każdej z grup, zespoły rozgrywają dwukrotnie mecze ze sobą co daje kolejnych 6 meczów dla każdej z drużyn. Punkty i bramki zdobyte w pierwszej części sezonu wliczane są do drugiej jego części. Od sezonu 2015/16 w lidze występuje 8 zespołów. W przeszłości liczba ta wynosiła od 7 do 12. Drużyna zwycięska za wygrany mecz otrzymuje 3 punkty, 1 za remis oraz 0 za porażkę.
Triumfator ligi zostaje Mistrzem Andory. Kwalifikuje się on do eliminacji Ligi Mistrzów UEFA. Druga drużyna zdobywa możliwość gry w Lidze Europy UEFA. Również zwycięzca Pucharu Andory startuje w eliminacjach do Ligi Europy lub, w przypadku, w którym zdobywca krajowego pucharu zajmie pierwsze miejsce w lidze – możliwość gry w eliminacjach do Ligi Europy otrzymuje również trzecia drużyna klasyfikacji końcowej. Zajęcie ostatniego miejsca wiąże się ze spadkiem drużyny do Segona Divisió (II ligi andorskiej). Przedostatnia drużyna w tabeli walczy w barażach play-off z drugą drużyną Segona Divisió o utrzymanie w najwyższej lidze.
W przypadku zdobycia tej samej liczby punktów, klasyfikacja końcowa ustalana jest na podstawie wyniku dwumeczu pomiędzy drużynami, w następnej kolejności, w przypadku remisu – na podstawie różnicy bramek w pojedynku bezpośrednim, następnie na podstawie ogólnego bilansu bramkowego osiągniętego w sezonie, większej liczby bramek zdobytych oraz w ostateczności za pomocą losowania.

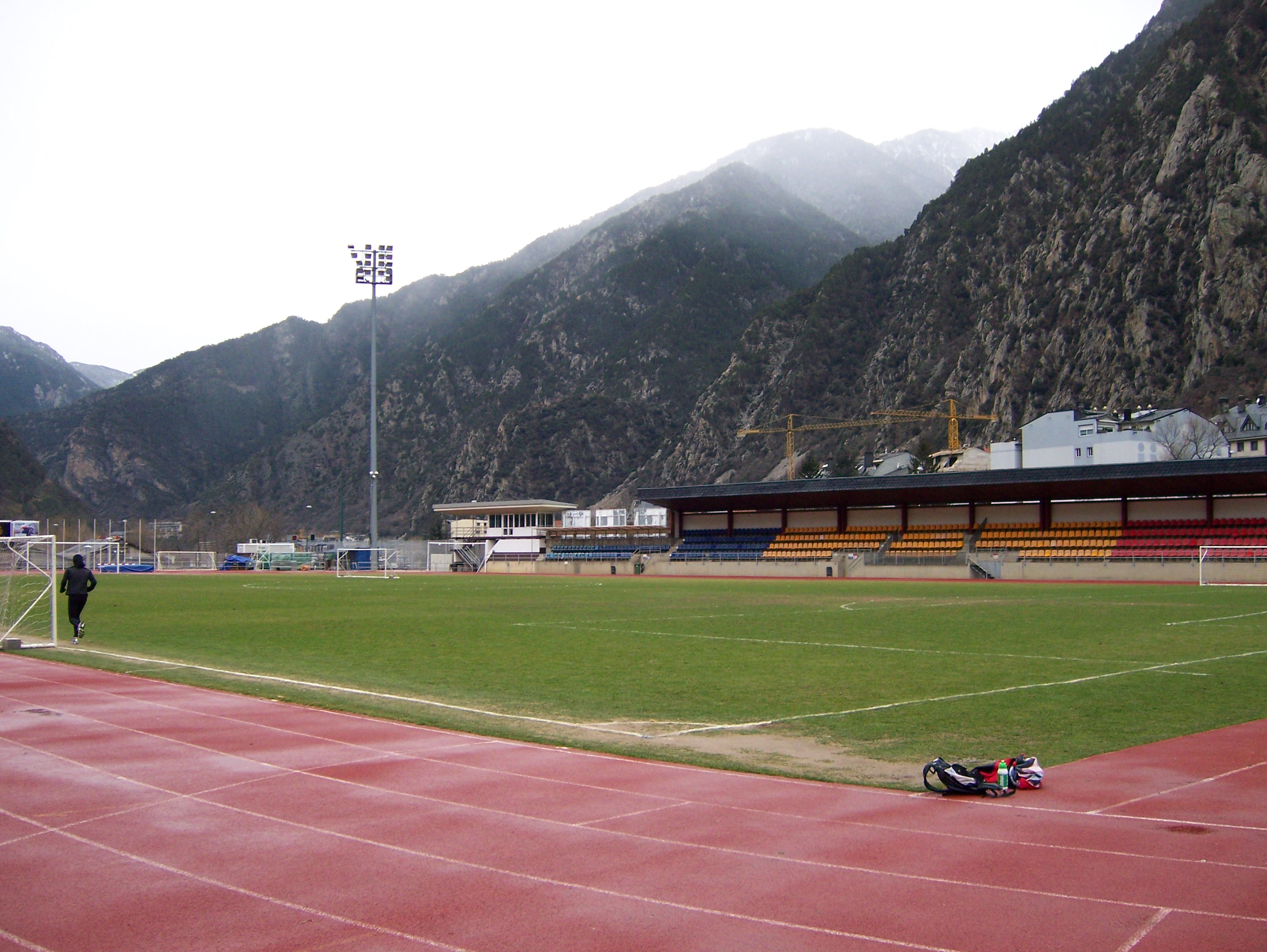
Estadi Comunal d'Andorra la Vella, gdzie swoje mecze rozgrywa drużyna Andory.

Wszystkie kluby uczestniczące w rozgrywkach są drużynami amatorskimi. Amatorami jest też większość piłkarzy. Najbardziej utytułowaną drużyną w kraju jest FC Santa Coloma. Ma ona w swoim dorobku 13 mistrzostw Andory, 10 pucharów i 6 superpucharów kraju.

## Reprezentacja narodowa
Pierwszy oficjalny mecz międzynarodowy reprezentacji zakończył się porażką 1:6 w towarzyskim spotkaniu z Estonią w listopadzie 1996 roku. Od kwalifikacji do EURO 2000 Andora bierze udział w eliminacjach do wszystkich mistrzostw kontynentu i świata, jednakże bez większych sukcesów. Do tej pory Andorczycy wygrali tylko sześć meczów, spośród których cztery rozgrywano w Księstwie. Andorska kadra ma na koncie dwa zwycięstwa w meczu o stawkę (1:0 przeciwko Macedonii w kwalifikacjach do Mundialu 2006 i 1:0 z Węgrami w eliminacjach do MŚ 2018). Pozostałe cztery zwycięstwa miały miejsce w meczach towarzyskich – u siebie rywalami były Białoruś w kwietniu 2000 i Albania dwa lata później. Oba mecze zakończyły się wynikiem 2:0 dla gospodarzy, natomiast na wyjeździe San Marino w lutym 2017 (Andora wygrała ten mecz 2:0) oraz Liechtenstein w marcu 2018 (Andorczycy wygrali 1:0). Najwyżej w rankingu FIFA Andora była 12 września 2005, oraz 16 grudnia tego samego roku. Zajmowała wówczas 125. lokatę z 356 punktami (w grudniu) i 368 punktami (we wrześniu). Najwięcej występów (123), oraz goli (11) w kadrze narodowej ma Ildefons Lima. Selekcjonerem reprezentacji od 2010 roku jest Koldo Álvarez, były hiszpański piłkarz. 
Jednym z najbardziej znanych piłkarzy mających andorskie korzenie (zawodnik urodził się w Barcelonie, jego rodzice są Andorczykami) jest Albert Celades, zawodnik m.in. Realu Madryt i FC Barcelony. Nigdy nie grał on jednak w andorskiej kadrze narodowej, grał natomiast w reprezentacji Hiszpanii. 